# Ballingslöv (företag)
Ballingslöv tillverkar och säljer köks- och badrumsinredning. Företagets produkter säljs under varumärkena Ballingslöv, SweNova, Drømmekjøkkenet, JKE Design, DFI, Multiform och Paula Rosa. 
Företaget startade 1929 som ett rent snickeriföretag. Koncernen omsatte år 2006 ca 2,3 miljarder kronor. Huvudkontoret ligger i skånska Ballingslöv. Företaget avnoterades från Stockholmsbörsen den 12 december 2008.